# Knölkamhaj
Knölkamhaj (Heterodontus galeatus) är en haj som finns vid östra Australien. Familjen är mycket gammal, och går nästan tillbaka till början av mesozoikum.

## Utseende
En ganska liten, kraftigt byggd haj med stort, trubbigt huvud, liten mun och höga men korta åsar ovanför ögonen. Som alla tjurhuvudhajar har den två typer av tänder: Framtänderna är små, med tre korta spetsar för att hålla fast bytet, de bakre utgörs av stora plattor avsedda att krossa det. Kroppen är ljusbrun till gulbrun med mörka, band- eller sadelformade teckningar. De två ryggfenorna är höga, med en tagg i framänden. Som mest kan arten bli 152 cm lång, men den blir oftast inte mycket längre än 1,2 m.

## Vanor

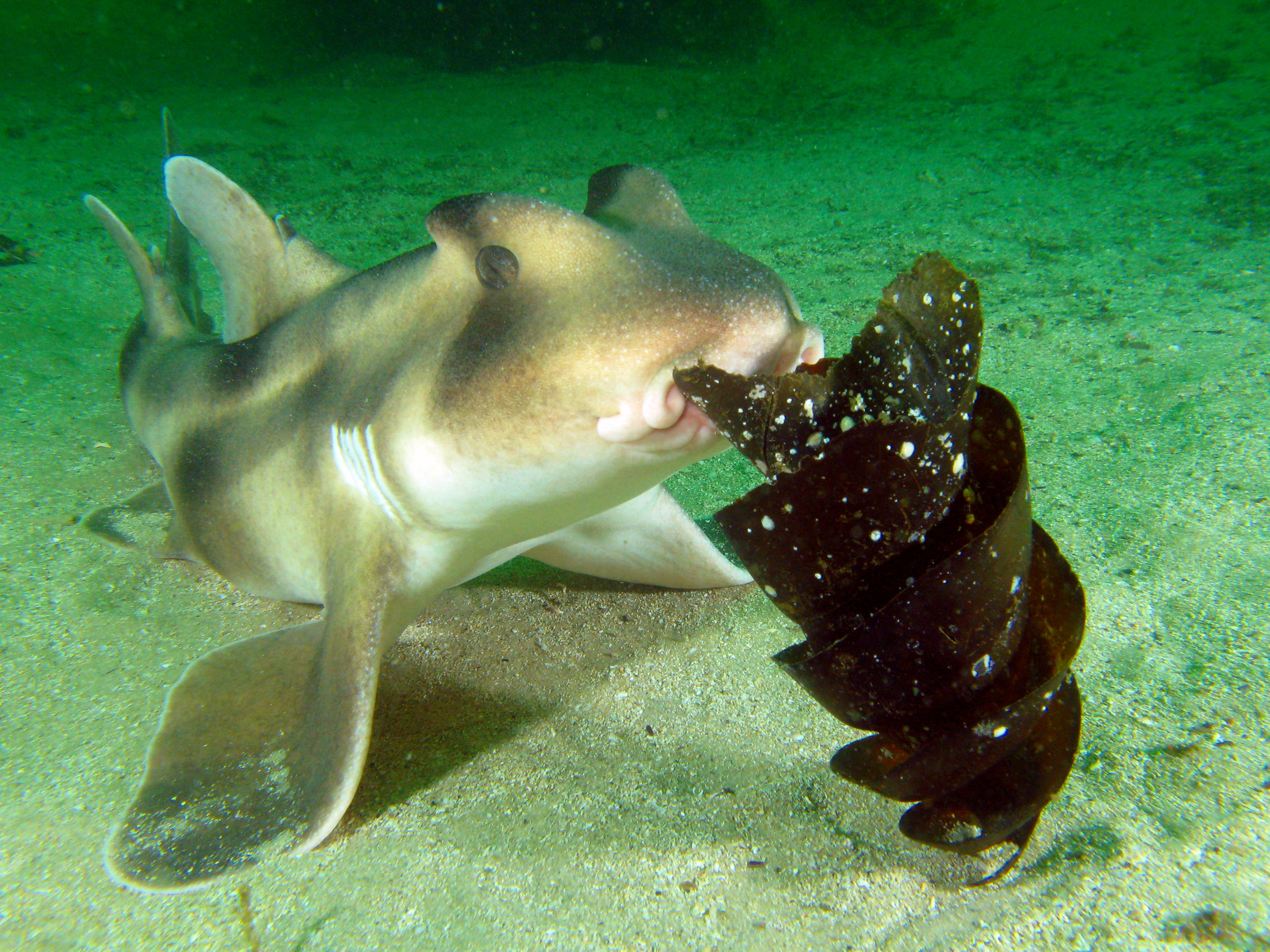
En knölkamhaj som äter på en Port Jacksonhajs äggkapsel

Knölkamhajen är en nattaktiv, bottenlevande haj som lever vid klipprev och sjögräsängar ner till 93 m djup. Födan består främst av sjögurkor som Centrostephanus rodgersii och Heliocardis erythrogramma (hajen anses i hög grad specialiserad på dessa två arter), men den tar även kräftdjur, blötdjur och småfisk. Man har även observerat knölkamhajen äta på Port Jacksonhajens äggkapsel. Arten kan aktivt tränga sig fram mellan klipporna för att nå sitt byte.

### Fortplantning
Uppgifterna om artens könsmognad är osäkra; allmänt har det ansetts att hanen blir könsmogen vid en längd av 60 cm, honan vid 70 cm. Emellertid har man funnit sexuellt aktiva hanar med en längd på 53,5 respektive 56 cm. Faktaunderlaget för honans könsmognad verkar dessutom vara mycket begränsat (troligtvis endast en individ). Som alla tjurhuvudhajar är arten äggläggande med inre befruktning. Under vintern lägger honan 10 till 16 ägg (i form av mörkbruna, spiralvridna äggkapslar) i sjögräs eller bland svampar, som kläcks efter 5 till 8 månader. Ungarna är mellan 17 och 22 cm vid kläckningen.

## Utbredning
Knölkamhajen finns utanför östra Australiens kust från södra Queensland till södra New South Wales.

## Status
Arten anses sällsynt, men då den inte är utsatt för något nämnvärt fisketryck (viss bifångst förekommer, men dessa fiskar sätts i regel tillbaka levande) ser IUCN inget hot för arten, utan har klassificerat den som livskraftig ("LC"). Knölkamhajen har uppfötts i fångenskap.